# Expedition 4

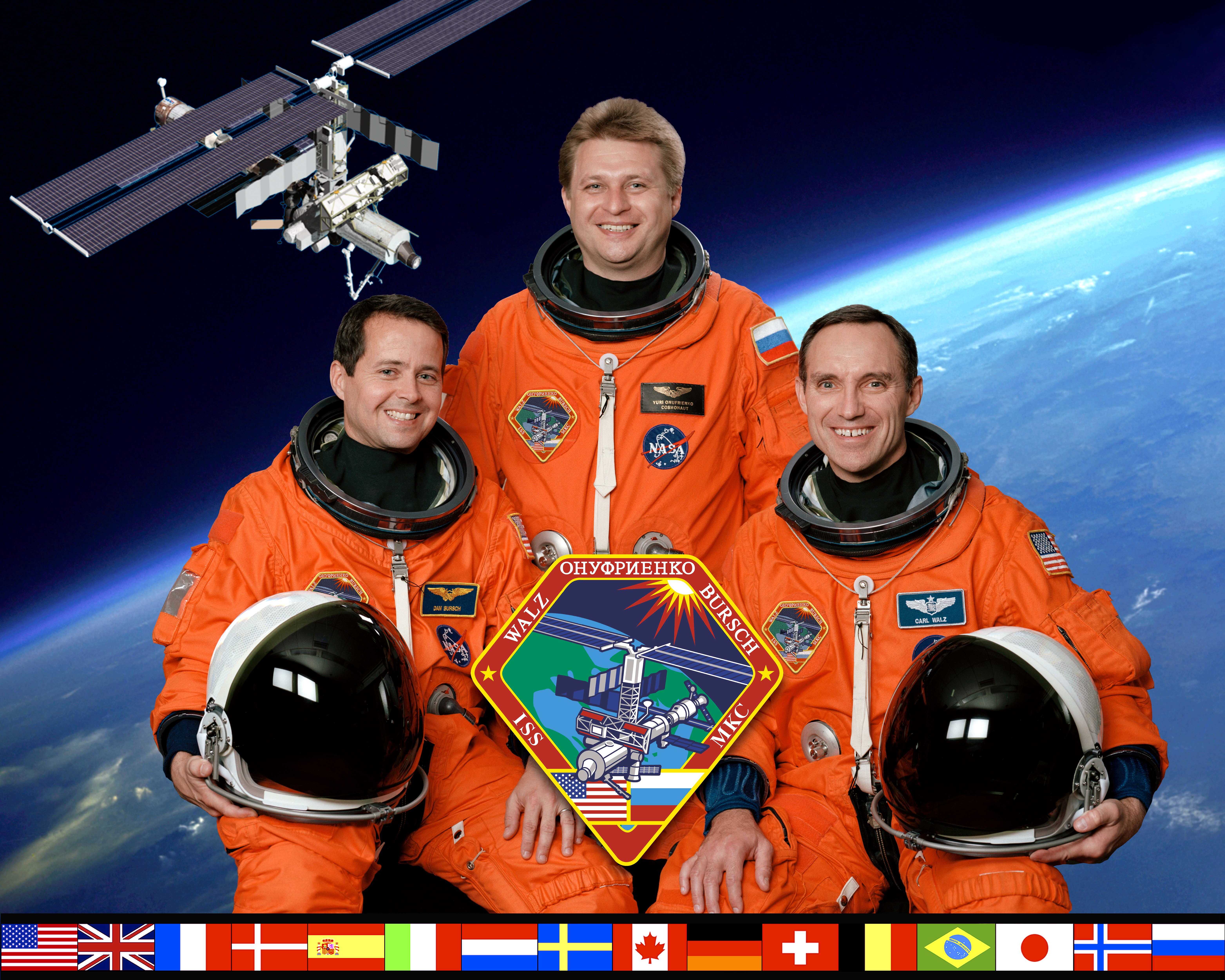
Expedition 4 besättning.

Expedition 4 var den 4:e expeditionen till Internationella rymdstationen (ISS). Expeditionen började den 7 december 2001 med att rymdfärjan Endeavour under flygningen STS-108 återvände till jorden med Expedition 3:s besättning. Expedition avslutades den 15 juni 2002 då rymdfärjan Endeavour under flygningen STS-111 återvände till jorden med Expedition 4:s besättning.

## Utbyggnad av stationen
Under Expedition 4 levererade och installerades den första delen av rymdstationens Truss av rymdfärjan Atlantis under flygningen STS-110.

## Besättning
| Position       | (7 december 2001 - 15 juni 2002)            |
| -------------- | ------------------------------------------- |
| Befälhavare    | Jurij Onufrienko, RSA Hans andra rymdfärd   |
| Flygingenjör 1 | Daniel W. Bursch, NASA Hans fjärde rymdfärd |
| Flygingenjör 2 | Carl E. Walz, NASA Hans fjärde rymdfärd     |